# 2013 FQ28
2013 FQ28 est un transneptunien de magnitude absolue 5,9 en résonance 1:3 avec Neptune.
Son diamètre est estimé à 260 km, ce qui pourrait le qualifier comme un candidat au statut de planète naine.